# Kemijärvi (gemeente)
Kemijärvi is een gemeente in het Finse landschap Lapland. 
De gemeente ligt rond het gelijknamige meer, heeft een totale oppervlakte van 3.504,37 km² en telde 6.996 inwoners (2022).

## Geboren

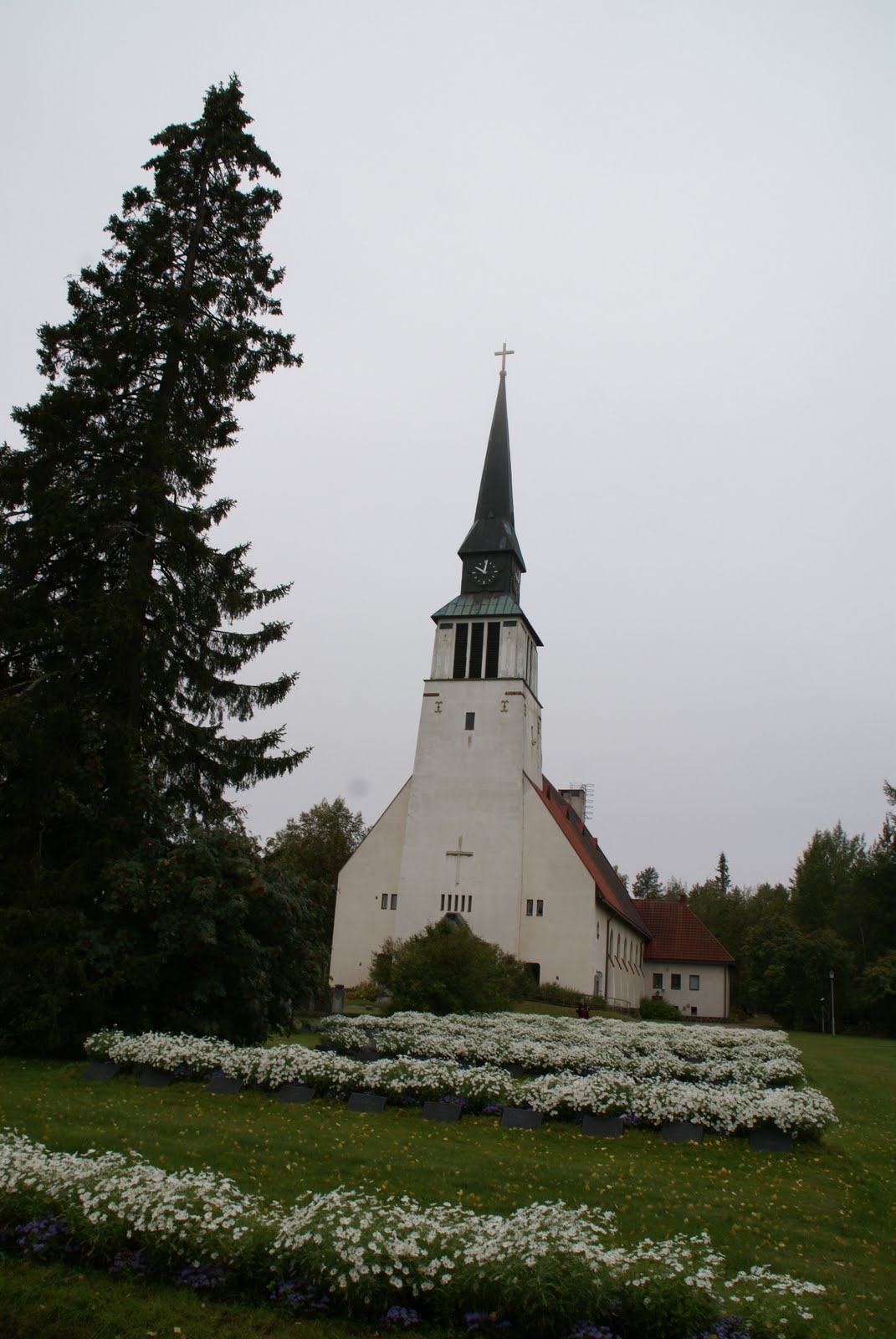
Kerk van Kemijärvi

- Janne Lahtela (28 februari 1974), freestyleskiër
- Sami Mustonen (6 april 1977), freestyleskiër